# MS Midnatsol
| MS Midnatsol               | MS Midnatsol                                                                   | MS Midnatsol |
| Tekniske Data (Overblik)   | Tekniske Data (Overblik)                                                       |              |
| -------------------------- | ------------------------------------------------------------------------------ | ------------ |
| Skibstype:                 | Gods- og passagerskib                                                          |              |
| Virksomhed:                | Cruise , fragt af stykgods samt passagerer m. biler mellem byerne langs kysten |              |
| Vægt (brutto registerton): | 16 151 ton                                                                     |              |
| Motortype:                 | Dieselmotor 2*Wärtsilä                                                         |              |
| Propeller:                 | 2 agterpropeller og 3 i stævnen                                                |              |
| Rederi:                    | Hurtigruten Group ASA                                                          |              |
| Ejer:                      | Hurtigruten Group                                                              |              |
| Længde:                    | 135,75 m                                                                       |              |
| Bredde:                    | 21,5 m                                                                         |              |
| Maxhastighed:              | 18,5 knop                                                                      |              |
| Passageantal:              | 1000 (648 køjepladser )                                                        |              |
| Passagererdæk :            | 7                                                                              |              |
| Besætning:                 | ?                                                                              |              |
| Bygge år:                  | 2003                                                                           |              |
| Land:                      | Norge                                                                          |              |
| Hjemmehavn:                | Tromsø                                                                         |              |
| Språktyper/Valuta:         | Tysk, engelsk, norsk / Euro                                                    |              |
| Bilkapacitet:              | 45 på dæk 3.                                                                   |              |
| Kilde:                     | Hurtigruten                                                                    |              |

MS Midnatsol er et af tolv skibe som indgår i Hurtigruten på norskekysten fra Bergen til Kirkenes og retur. M/S Midnatsol er bygget på Fosen Mek. Verksted på nordsiden af Trondheimsfjorden som det andet af to søsterskibe – søsteren er MS Trollfjord fra 2002. M/S Midnatsol var indtil 2007 det nyeste passager- og stykgodsskib i Hurtigruten ASAs flåde. I maj 2007 overgik denne ære til nyleverede M/S Fram, der dog indtil nu udelukkende har sejlet cruise i farvandene omkring Grønland (sommer) og Antarktis (når der er vinter her).
M/S Midnatsol adskiller sig fra søsterskibet ved brug af varme/gyldne farver i interiøret, hvor M/S Trollfjord er præget af kølige/blålige nuancer. Derfor kaldes M/S Midnatsol internt sommerskibet, hvor M/S Trollfjord er vinterskibet.
M/S Midnatsol adskiller sig også fra søsterskibet, fordi det i det norske militære beredskab har status af hospitalsskib, hvilket bl.a. betyder, at visse kahytsgange er bygget bredere end nødvendigt a.h.t. skibets brug som cruise- og passagerskib. I denne rolle afløste det Color Lines færge, M/S Peter Wessel.
M/S Midnatsol har endvidere været beskrevet i tv-serien "Hurtigruten 365", hvor man følger store og små begivenheder om bord. Denne serie på oprindeligt 24 afsnit er produceret af det norske fjernsyn, NRK, i 2004-05. Den blev i en forkortet version på 12 afsnit sendt på DR1 i foråret 2007 under titlen "Kaptajnen byder velkommen om bord".

## M/S Midnatsols dæk
Dæk 1: Maskinrum m.v.
Dæk 2: Maskinrum m.v.
Dæk 3: Bildæk og 24 kahytter i kategori L
Dæk 4: Landgang, reception, kuffertopbevaring, administration og hotelchef, offentligt vaskeri, 24 kahytter i kategori I, 10 kahytter i L og 61 kahytter i kategori N.
Dæk 5: Restaurant Midnatsol, toiletter, køkken, buffet og cafeteria, legerum til børn, butik, konferencefaciliteter (Måne Amfi, Stjerne og Sol).
Dæk 6: 4 kahytter i kategori H, 15 kahytter i kategori I, 33 kahytter i kategori P, 4 kahytter i kategori Q. Endvidere er der mulighed for at nå hele vejen rundt om skibet udvendigt, hvis man har brug for frisk luft. Her hænger de 4 store redningsflåder og de to følgebåde. Dæk 6 fungerer også som landgang i Bergen.
Dæk 7: 5 kahytter i kategori F, 21 kahytter i kategori I, 10 kahytter i kategori L, 3 kahytter i kategori M, 34 kahytter i kategori U, 2 kahytter i kategori Q. Broen.
Dæk 8: 10 kahytter i kategori MG, 2 kahytter i kategori MX, 14 kahytter i kategori U, læseværelse (The Hamsum Room), Internetcafé, bibliotek (Eventyr), information, bar og dansegulv, toiletter, nedre panoramaområde.
Dæk 9: Øvre panoramaområde, bar, træningsfaciliteter og dampvand (M og K), soldæk jacuzzi, og helikopterdæk.
De to elevatorer foran kører mellem dæk 3 og 9, mens elevatoren i agterenden kun kører mellem 3 og 8.